# Гошовська Валентина Андріївна
Валенти́на Андрі́ївна Гошо́вська — український політик, громадський діяч, народний депутат України кількох скликань, голова Комітету Верховної Ради України з питань соціальної політики та праці, заступник Секретаря РНБО України, перша жінка в історії України, що займала посаду першого заступника Міністра оборони України, кандидат філологічних наук, доктор політичних наук, професор, Заслужений професор Національної академії державного управління при Президентові України, президент громадської організації "Академія парламентаризму",  почесний доктор та почесний професор кількох університетів, заслужений працівник народної освіти України, повний кавалер ордена княгині Ольги.

## Біографія
Валентина Гошовська народилася 19 січня 1949 року на Хорольщині Полтавської області, де споконвіку проживав її рід: батьківський — Микитенків та материнський — Ватулів.
1966 року з золотою медаллю закінчила Хорольську середню школу № 3.

### Вища освіта
1972 року з відзнакою закінчила Київський університет ім. Т. Шевченка (кваліфікація «Філолог. Викладач української мови і літератури, фахівець з польської мови і літератури»), 1996 року також з відзнакою Національну юридичну академію імені Ярослава Мудрого (кваліфікація «Правознавець»). 

### Трудова та наукова діяльність
У 1972—1980 рр. працювала вчителем української мови та літератури, заступником директора в Стрийській середній школі № 2 Львівської області.
Працюючи в школі на матеріалах львівських і польських архівів та відділу рукописів бібліотеки ім. В. Стефаника написала й захистила у 1983 р. кандидатську дисертацію «Історія зародження преси в Східній Галичині».
З 1984 року Валентина Гошовська викладає українську літературу у Дрогобицькому педагогічному університеті імені І. Я. Франка, з 1990 року — у Харківському національному педагогічному університеті ім. Г. С. Сковороди, з 1997 по 2001 роки — в Університеті внутрішніх справ.
В 1993 році Валентині Гошовській присвоєно вчене звання професора.
У 1997 році отримує науковий ступінь доктора політичних наук, захистивши дисертацію на тему «Процес становлення української соціал-демократії (остання третина XIX століття)».
Валентина Гошовська — першопроходець по життю: першою взялася за дослідження проблем становлення української соціал-демократичної думки (кінця XIX — початку XX століття) на архівних матеріалах України та Польщі; першою дослідила роль польськомовних газет «Rękodzielnik» (укр. «Ремісник»), «Czcionka» (укр. «Літера»), «Praca» (укр. «Праця») та участь у них І. Франка, М. Павлика, У. Кравченко, Й. Данилюка, довівши їх авторство на сторінках цих газет; відкрила читачеві невідомі твори Лесі України, які до того ніколи не публікувалися; повернула з небуття репресованого письменника Миколу Дукіна, життя і творчість якого дослідила.
З 1995 по 2002 рік Валентина Гошовська співзасновник та головний редактор літературно-художнього, суспільно-політичного журналу «Слобожанщина».
Вона є автором кількох книг про місто Балаклію Харківської області, де з 1990-х рр. неодноразово обиралася депутатом районної та обласної рад. Зокрема з 1990 р. по 1994 р. Валентина Гошовська була 1-м заступником голови Балаклійської райради та 1-м заступником голови Балаклійської райдержадміністрації.
За її ініціативи та безпосередньої участі було газифіковано більше десяти сіл Балаклійщини, створено музей Оксани Петрусенко, краєзнавчий музей, побудовано школи та засновано ліцей, медичне училище й коледж в м. Балаклія. Валентина Гошовська є Почесним громадянином міста Балаклія.
Загалом саме в Балаклійському окрузі Валентину Гошовську неодноразово обирають народним депутатом України. В 1990 році, під час парламентських виборів, більше 48 % жителів Балаклійського округу віддали свої голоси за Валентину Гошовську. 1994 року, з перевагою понад в 20 % голосів, жителі Балаклійського округу обирають її народним представником у Верховній Раді України. 1998 року, у цьому ж виборчому окрузі, за неї проголосувала найбільша кількість виборців серед усіх кандидатів у народні депутати по Харківській області: майже 70 тисяч жителів Балаклійщини виявили їй довіру, а по кількості голосів Валентина Гошовська зайняла 2-е місце в Україні.
З 1994 по 1998 рік Валентина Гошовська член Комітету науки та освіти Верховної Ради України.
У 1994—1998 рр. — член постійної Комісії з питань науки та народної освіти Верховної Ради України. Входила до складу делегацій Верховної Ради України на пленарні засідання Генеральної Асамблеї Парламентської асамблеї Чорноморського економічного співробітництва (ПАЧЕС). Постійний член, а згодом віце-президент Комітету ПАЧЕС з культури, освіти і соціальних питань. Член Національної комісії України у Справах ЮНЕСКО, член Європейської мережі національних інформаційних центрів з академічного визнання та мобільності Ради Європи й ЮНЕСКО.
1996 року губернатором штату Кентуккі Сполучених Штатів Америки Полом Едвардом Паттоном удостоєна почесного звання Полковника штату Кентуккі.
З 1998 р. по 2000 р. — секретар Комітету у закордонних справах і зв'язках з СНД Верховної Ради України.
З 1998 р. по 2000 р. очолює депутатську групу «Незалежні»
У 2000—2002 рр. — голова Комітету Верховної Ради з питань соціальної політики та праці.
За її ініціативи та безпосередньої участі було створено наукову установу Центр перспективних соціальних досліджень Міністерства соціальної політики України та НАН України.
У 2002—2003 рр. та 2005 р. — заступник Секретаря Ради національної безпеки і оборони України.
У 2003—2005 рр. — перший заступник Міністра оборони України з гуманітарної політики та у зв'язках з Верховною Радою України (перша жінка в історії України, що займала цю посаду).
У 2004—2005 рр. — член Координаційного комітету боротьби з корупцією та організованою злочинністю при Президентові України.
З 1995 р. — голова Всеукраїнського жіночого об'єднання «Солідарність», а з 1999 р. голова першої в Україні жіночої партії «Солідарність жінок України».
З 2016 р. — президент громадської організації «Академія парламентаризму».
З ім'ям Валентини Гошовської пов'язане становлення в Україні наукової школи вітчизняного парламентаризму. В 2009 році вона ініціює створення першої і допоки єдиної в Україні кафедри парламентаризму та політичного менеджменту, яку нині й очолює. У зв'язку із реорганізацією Національної академії державного управління при Президентові України, кафедра парламентаризму продовжила свою діяльність у структурі Навчально-наукового інституту пубілчного управління та державної служби Київського національного університету імені Тараса Шевченка. Наукову школу вітчизняного парламентаризму було зареєстровано Вченою радою Київського національного університету імені Тараса Шевченка (протокол № 11 від 17 січня 2022 року).
Загалом, за 7 років існування кафедри, її випускниками стали більш ніж 200 магістрів державного управління спеціальності «Парламентаризм та парламентська діяльність», серед яких і народні депутати України VIII скликання.
За її редакцією вийшов перший в Україні підручник для вищих навчальних закладів «Основи вітчизняного парламентаризму».
Сьогодні Валентина Гошовська — директор Інституту підвищення кваліфікації керівних кадрів, завідувач кафедри парламентаризму та політичного менеджменту Національної академії державного управління при Президентові України.
У червні 2018 року Національною агенцією академічного обміну (Narodowa Agencja Wymiany Akademickiej (NAWA)) Республіки Польща визнано Диплом доктора політичних наук Валентини Гошовської як Диплом доктора суспільних наук та Диплом професора філологічних наук Валентини Гошовської як Диплом професора гуманітарних наук

### Сфера наукових інтересів
- Українська література;
- історія української журналістики;
- соціально-гуманітарна політика;
- державно-політичне управління;
- теорія і практика парламентаризму;
- політичні еліти;
- елітологія;
- елітознавство та ін.

### Здобутки
Валентина Гошовська автор близько 70 законопроєктів та постанов Верховної Ради України, у тому числі розробник Закону України «Про державні гарантії соціального захисту військовослужбовців, які звільняються із служби у зв'язку з реформуванням Збройних Сил України, та членів їхніх сімей». За час її роботи вперше в Україні унормовано питання гуманітарної та соціальної політики держави у Збройних Силах України.
Автор більше 300 наукових праць, монографій, присвячених соціальній безпеці, історії зародження й розвитку соціал-демократії в Україні, вітчизняному парламентаризму, політичному менеджменту, політичній та адміністративно-управлінській еліті.
Член Науково-експертної ради з питань державного управління та розвитку державної служби при Національному агентстві України з питань державної служби.
Має багаторічний досвід роботи членом експертної ради Вищої атестаційної комісії України з філософії, соціології та політології.
Член спеціалізованої вченої ради Національної академії державного управління при Президентові України Д.26.810.02 за спеціальністю 25.00.02 — механізми державного управління.
Значну увагу професор Гошовська приділяє підготовці кваліфікованих наукових кадрів: під її керівництвом підготовлено 6 дисертації на здобуття наукового ступеня доктора наук з державного управління та 12 кандидатських дисертацій.
Член науково-експертної та науково-методичної рад Національної академії державного управління при Президентові України. Заступник голови Координаційної ради з надання методичної допомоги регіональним та галузевим закладам підвищення кваліфікації і перепідготовки кадрів Національної академії державного управління при Президентові України.
Член Національної спілки журналістів України. Входить до складу редакційних колегій низки наукових фахових видань з політичних наук та у галузі науки державного управління, зокрема до редколегії журналу «Вісник Національної академії державного управління при Президентові України» та його серії «Політичні науки», електронного видання «Державне управління: теорія та практика», журналу «Держслужбовець», журналу «Політичні інститути та процеси» та ін.
Проходила стажування в низці закордонних вищих навчальних закладах, зокрема в рамках програми «Національна безпека України» Школи державного управління ім. Джона Ф. Кеннеді Гарвардського університету.
Підтримує освітні проєкти, зокрема проведення «Форуму освітніх можливостей», організатором якого виступає Європейський Рух в Україні.

### Премії та нагороди
Повний кавалер Ордену княгині Ольги (1998 р. — III ступеня, 2004 р. — ІІ ступеня, 2008 р. — І ступеня).
1989 р. нагороджена медаллю «Ветеран праці» та «За трудову відзнаку».
2000 р. за заслуги в розбудові економіки України та вагомий внесок у створення гідного міжнародного іміджу нашої Держави нагороджена дипломом «Золота книга ділової еліти України» та пам'ятною медаллю.
Нагороджена Почесною Грамотою Верховної Ради України (2002 р. за заслуги перед Українським народом у сприянню становлення правової держави, розвитку демократії та вагомий особистий внесок у законотворчу роботу парламенту України), Почесною Грамотою Кабінету Міністрів (2004 р. за вагомий особистий внесок у виконання програм соціального захисту материнства, дитинства, молоді й сім'ї та за багаторічну сумлінну працю).
2004 р.:
- за вагомий внесок у розбудову державної служби України нагороджена Державною службою України відомчою відзнакою — нагрудним знаком «За сумлінну працю»;
- за професійні досягнення у сучасному світі нагороджена Міжнародної нагородою «Лаври Слави» (Оксфорд);
- за заслуги з відродження духовності в Україні та утвердження Помісної Української Православної Церкви нагороджена УПЦ Київського патріархату Орденом святої великомучениці Варвари та Орденом преподобного Нестора Літописця.[джерело?]

2005 р. за вагомі трудові здобутки та активну громадську діяльність нагороджена Почесною грамотою Київського міського голови.
Лауреат Всеукраїнської премії «Жінка III тисячоліття» в номінації «Рейтинг» (2008).
Має низку відомчих відзнак, зокрема: 
- 1992 р. Міністерством освіти України нагороджена знаком «Відмінник освіти України».
- 2001 р. Міністерством внутрішніх справ України нагороджена нагрудним знаком — пам'ятною медаллю «10 років МВС України»;
- 2006 р. Міністерством оборони України нагороджена медаллю «15 років Збройним силам України»;
- 2008 р. за активну громадську діяльність, формування лідерських якостей, залучення молоді до державотворчих процесів, впровадження цінностей демократії та соціального партнерства Міністерством України у справах сім'ї, молоді та спорту нагороджена Почесною відзнакою «За активну громадську діяльність»;

Крім того, 2011 р. нагороджена Національною службою посередництва і примирення відомчою відзнакою — нагрудним знаком «За заслуги».
Цього ж року нагороджена медаллю «Трудова слава» в номінації «За вагомий внесок у справу розбудови України та високий професіоналізм» Міжнародного Академічного Рейтингу популярності «Золота Фортуна», володар Всеукраїнської Премії «Жінка III тисячоліття».
У жовтні 2020 року присвоєно почесне звання - Заслужений професор Національної академії державного управління при Президентові України.
Постановою від 23 жовтня 2024 року Президія Національної академії наук України - нагородила Гошовську Валентину Андріївну відзнакою НАН України ЗА ПІДГОТОВКУ НАУКОВОЇ ЗМІНИ.

### Основні наукові праці
- Гошовська В. А. Балаклія. Історико-природничий нарис. — Х. : Прапор, 1991. — 98 с.
- Гошовська В. А. «Я-від неба твого…» — Х. : Харківський державний педагогічний університет, 1994. — 118 с.
- Гошовська В. А. Леся Українка — ідеолог української соціал-демократії. — Х. : Харківський державний педагогічний університет, 1997. — 92 с.
- Гошовська В. А. У пошуках істини. Балаклія: Х. : — 1999. — 105 с.
- Гошовська В. А. Становлення української соціал-демократичної думки кінця XIX початку XX століття. — Х. : Основа, 1997. — 422 с.
- Гошовська В. А., Сьомін С. В., Смолянюк В. Ф. Трагедія Волині: погляд через 60 років / за ред. Є. К. Марчука. — Київ, 2003.–164 с.
- Гошовська В. А. Соціальна домінанта національної безпеки: актуальні проблеми: Монографія. — К. : Видавничий дім «Корпорація», 2004. — 196 с.
- Гошовська В. А. Україна як соціальна держава: теорія, практика та реалії формування через механізм соціального діалогу як складової соціальної безпеки і соціального миру в суспільстві // Україна в системі духовних, економічних та політичних координат глобалізованого світу. — К. : Національна академія управління, 2006. — 79 с.
- Гошовська В. А. Соціальна держава: український вибір. — К. : ЦПСД, 2007. — 337 с.
- Гошовська В. А. Українські реалії соціальної держави: навч. посіб. — К. : Вид-во НАДУ, 2007. — 96 с.
- Гошовська В. А. Соціальна реальність у контексті розбудови демократичного суспільства: навч. посіб. — К. : НАДУ, 2008. — 292 с.
- Гошовська В. А., Ільчук Л. І. Державне управління соціальною сферою: навч. посіб. / за заг. ред. В. А. Гошовської. — К. : НАДУ, 2008. — 52 с.
- Гошовська В. А. Українські норми соціального забезпечення у форматі європейських та міжнародних вимог: навч. посіб. — К. : Вид-во НАДУ, 2009. — 74 с.
- Гошовська В. А. Соціальна реальність у контексті розбудови демократичного суспільства: навч. посіб. — К. : НАДУ, 2008. — 292 с.
- Гошовська В. А. Українська еліта та її роль у державотворенні: навч. посіб. — К. : НАДУ, 2010. — 136 с.
- Парламентаризм та парламентська діяльність: словник-довідник / заг. ред.. д. політ. н., проф. В. А. Гошовської. — К. : НАДУ, 2010. — 352 с.
- Гошовська В. А., Пірен М. І. Перехід України на стандарти управління Європейського Союзу: Зміна політико-управлінського мислення еліти: навч. посіб. — К. : Вид-во НАДУ, 2010. — 146 с.
- Основи вітчизняного парламентаризму: підруч. для студ. вищ. навч. закл. у 2 т. / за заг. ред. В. А. Гошовської. — К. : НАДУ, 2011. — Т.1. — 408 с.
- Гошовська В. А. Основи гендерної політики в парламентській діяльності: навчальний посібник. — К. : НАДУ, 2011. — 100 с.
- Основи вітчизняного парламентаризму: підруч. для студ. вищ. навч. закл. у 2 т. / за заг. ред. В. А. Гошовської. — К. : НАДУ, 2012. — Т.2. — 340 с.
- Гошовська В. А. Практико-орієнтована освіта. Сучасні підходи до підвищення кваліфікації державних службовців та посадових осіб місцевого самоврядування // Місцеве самоврядування та регіональний розвиток в Україні. — 2012. — № 1. — С. 27-28. — Режим доступу: http://nbuv.gov.ua/UJRN/mcrru_2012_1_14
- Гошовська В. А. Елітознавство: підручник. — К. : НАДУ, 2013. — 268 с.
- Гошовська В. А. Політичне лідерство: навч. посіб./ К. : НАДУ, 2013. — 300 с.
- Політична опозиція: навч. посіб. / за заг. ред. В. А. Гошовської, К. О. Ващенка, Ю. Г. Кальниша. — К. : НАДУ, 2013. — 208 с.
- Лідерство в місцевому самоврядуванні: словник термінів / за заг. ред. В. А. Гошовської, Л. А. Пашко, А. К. Гука та ін. — Х. : Фактор, 2015. — 156 с. [Архівовано 8 березня 2016 у Wayback Machine.]
- Гошовская В. А. Политическая составляющая в системе подготовки специалистов в Национальной академии государственного управления при Президенте Украины. Материалы докладов V международной научно-практической конференции «21 век: фундаментальная наука и технологии» 10-11 ноября 2014 г. North Charleston, USA. Том 3. — С.90-95.
- Гошовська В. А. Професійна діяльність політиків та державних службовців як віддзеркалення наявності/відсутності у них знань з елітознавства // Глобальне управління: теорія та практика : I міжнар. наук.-практ. конф. : зб. наук. пр. (Греція, Афіни, 23-26 вересня 2015 р.) / [за заг. ред. Dr. Sousana Michailidou, Attorney At Law Elias S. Spyrliades, MD. Nikolaos G. Bakouras, О. М. Руденко, О. В. Червякова] / Гошовська Валентина Андріївна. – Афіни. – Євро-Середземноморська Академія мистецтв і науки, 2015. – 176 с. – С. 36-39.
- Гошовська В. А. Історія політичної думки: навч. енцикл. словник-довідник для студентів вищ. навч. закл. / За заг. ред. Н. М. Хоми [В. М. Денисенко, Л. Я. Угрин, Г. В. Шипунов та ін.]. — Львів: Новий Світ-2000, 2014. — 766. — С.81-82, 249—250, 413—415.
- Місцева влада в країнах пострадянського простору: Монографія / П. В. Ворона, В. А. Гошовська, І. П. Лопушинський, Т. О. Шаравара [та ін.] / за заг.ред.д.держ.упр. П. В. Ворони. — Полтава: ПП Шевченко, 2016. — 528 с. — С. 83-95.
- Гошовська В. А. Парламентаризм : підручник / В. А. Гошовська [та ін.]. – Київ : НАДУ, 2016. – 672 с.
- Гошовська В. А. Політична корупція: опр. конспект лекцій / В. А. Гошовська. — Київ: НАДУ, 2018. — 100 с. — (Школа вітчизняного парламентаризму).
- Представницька влада у державотворчому процесі України : монографія / за ред. В.А. Гошовської. - Київ : НАДУ, 2018.- 384 с.
- Hoshovska V.A., Orliv M.S. Classical citizenship concept : historical and philosophical aspects // News of Science and Education. – NR 1 (57). – 2018. – P. 30–43.
- Гошовська В. А. Парламентаризм : підручник. 2-ге вид., допов. й розшир. / В. А. Гошовська [та ін.]. – Київ : НАДУ, 2019. – 704 с.
- Гошовська В. А., Л. І. Даниленко. Інструментальний підхід до розвитку лідерства публічних службовців України // Інституціоналізація публічного управління в Україні в умовах євроінтеграційних та глобалізаційних викликів : матеріали щоріч. Всеукр. наук.-практ. конф. за міжнар. участю (Київ, 24 трав. 2019 р.) : у 5 т. / за заг. ред. А. П. Савкова, М. М. Білинської, О. М. Петроє. – Київ : НАДУЦ, 2019. – Т. 5. – 94 с. – С. 3–5.
- Olena Gulac, Valentyna Goshovska, Volodymyr Goshovskyi and Liudmyla Dubchak. New Approaches to Providing of Environmental Management in Ukraine on the Way to Euro Integration [Electronic resource] / В. С. Гошовський // European Journal of Sustainable Development. – 2019. – Vol.8, № 2– P. 46–55. (SCOPUS) – Access mode: https://www.ecsdev.org/ojs/index.php/ejsd/issue/view/34 [Архівовано 29 листопада 2019 у Wayback Machine.]
- Anatolii T. Komziuk, Dmytro M. Velichko, Volodymyr S. Goshovskyi, Valentyna A. Goshovska, Olena V. Klymenko. The rights of surgeons while working with hiv-infected patients in Ukraine [Electronic resource] / В. С. Гошовський // Wiadomości Lekarskie. – 2019. – tom LXXII. – nr 2. – P. 279–283. – Access mode: http://wl.medlist.org/archiwum/numer-2-2019 [Архівовано 25 серпня 2019 у Wayback Machine.]
- Dubchak S., Goshovska V., Goshovskyi V., Svetlychny O., Gulac O. (2020) Legal regulation of ensuring nuclear safety and security in ukraine on the way to european integration.European Journal of Sustainable Development. Volume 9, № 1, pp. 406–422. (Web of science) URL: https://ecsdev.org/ojs/index.php/ejsd/issue/view/38
- Valentyna Goshovska, Volodymyr Goshovskyi, Liudmyla Dubchak.  (2020). The implementation of state policy of power cleaning in the conditions of political transformation: experience of ukraine and countries of central and eastern europe. (Web of science) European journal of sustainable development. Volume 9, № 2, June 2020.
- Гошовська В.А. Представницькі органи влади у забезпеченні сталого розвитку України// Збірник наукових праць Національної академії державного управління при Президентові України: Видавництво НАДУ, 2020. – С. 91–96.
- Гошовська В.А. Інноваційні моделі підвищення кваліфікації осіб, посади яких віднесено до політичних: навч. посіб. / В. А. Гошовська та ін. ; за заг. ред. В. А. Гошовської. Київ : НАДУ, 2020. – 224 с.
- Goshovska V., Danylenko L., Dudko I., Makarenko L., Maksimentseva N. Formation of political leaders in countries of democratic transition: experience for Ukraine. Laplage em Revista (International), vol.7, n.2, May.-Aug. 2021, p. 385-398. URL: https://laplageemrevista.editorialaar.com/index.php/lpg1/article/view/754/695 [Архівовано 26 жовтня 2021 у Wayback Machine.] (Web of science)
- Valentyna Goshovska, Nataliia Balasynovuch, Liliia Hrugorovych, Volodymyr Goshovskyi, Lydiia Danylenko Information and Legal Support for the Implementation of a Gender Approach to Public Administration. International Journal of Computer Science and Network Security, Vol. 21 No. 7 pp. 150–158. URL: http://paper.ijcsns.org/07_book/202107/20210718.pdf [Архівовано 11 жовтня 2021 у Wayback Machine.] (Web of science)
- Valentyna Goshovska, Lydiia Danylenko, Andrii Hachkov, Sergii Paladiiichuk, Volodymyr Dzeha. Problems of Applying Information Technologies in Public Governance. IJCSNS International Journal of Computer Science and Network Security, VOL.21 No.8, August 2021. pp. 71–78. URL: http://paper.ijcsns.org/07_book/202108/20210810.pdf (Web of science).
- Orliv M., Janiūnaitė B., Goshovska V., Daugėlienė R. Assessment and development of public servants using the design thinking methodology for the reforms and innovations introduction. European Integration Studies. 2021. №15.  Р. 34-46. DOI: https://doi.org/10.5755/j01.eis.1.15.29114 (Web of Science) URL: https://eis.ktu.lt/index.php/EIS/article/view/29114 [Архівовано 29 жовтня 2021 у Wayback Machine.]
- Valentyna Goshovska, Volodymyr Kreidenko, Viktoriia Sychova, Ihor Reiterovych, Iryna Dudko. Strategic guidelines for the development of Ukrainian parliamentarism in the conditions of globalization. AD ALTA: Journal of Interdisciplinary Research, 2022, issue 12/02-XXVIII. Р.198 – 202. http://www.magnanimitas.cz/ADALTA/120228/papers/A_34.pdf  (WEB OF SCIENCE)
- Елітознавство : підручник / Гошовська В.А., Даниленко Л.І., Плотницька І.М., Дудко І.Д. та ін.; за заг. ред. д.філос.н. Л.Г. Комахи, д.пол.н. В.А. Гошовської. Київ: ННІ ПУДС, 2022. 201 с.
- Valentyna Goshovska, Lydiia Danylenko, Ihor Chukhrai, Nataliia Chukhrai, Pavlo Kononenko. Normative-Legal and Information Security of Socio-Political Processes in Ukraine: a Comparative Aspect. IJCSNS International Journal of Computer Science and Network Security, VOL.22 No.10, October 2022. pp. 57–66 URL: http://paper.ijcsns.org/07_book/202210/20221009.pdf (Web of science).
- Larysa Komakha, Valentyna Goshovska, Volodymyr Slyshynskyy, Yuriy Lyashchenko and Natalia Lyashchenko. Prospects for the Development of Information and Analytical Activities in the System of Public Authority Under the Conditions of Wartime Posture in Ukraine. Economic Affairs, Vol. 67, No. 04s, pp. 697–706, October. 2022 URL: http://ndpublisher.in/admin/issues/EAv67n4sc.pdf (Scopus)
- В. Гошовська Парламентаризм і система публічного управління в умовах сучасних викликів. Глобалізаційні виклики: урядування майбутнього : монографія / авт. кол. Л. Г. Комаха, І. В. Алєксєєнко, В. А. Гошовська та ін; за заг. ред. Л. Г. Комаха, І. В. Алєксєєнко. – К. : ВПЦ «Київський університет». 2022. –С. 11-56. (976 с.)
- Valentyna Goshovska, Artem Gandziuk, Lydiia Danylenko, Andrii Shemchuk, Andrii Hachkov.  Problems of information support of ukrainian political security. Journal of interdisc iplinary research. AD ALTA, р. 134 - 139. ULR:  http://www.magnanimitas.cz/ADALTA/120231/papers/A_24.pdf  (Web of science).
- Valentyna Goshovska, Iurii Kisiel, Lyudmyla Lukina, Olga Gorulko, Ihor Nehulevskyi. Development of democratic values as a basis for the consolidation of modern Ukrainian society. Amazonia Investiga, November 8, 2022 11 (57), PP. 221–231. https://doi.org/10.34069/AI/2022.57.09.23 (Web of science).
- Goshovska V., Pukhkal O., Reiterovych I., Mysyshyn O., Serhov S. Peculiarities of representative authorities functioning in Ukraine under conditions of war. Cuestiones Políticas. Vol. 41 Núm. 77. 2023. (подано до друку) (Web of science).
- Гошовська В., Рейтерович І. Політичний процес в Україні: особливості, проблеми та перспективи. Вісник Київського національного університету імені Тараса Шевченка. Том 17 (1). 2023. С. 16-20
- Goshovska, V., Pukhkal, O., Reiterovych, I., Mysyshyn, O., & Serhov, S. (2023). Peculiarities of representative authorities functioning in ukraine under conditions of war: Peculiaridades de las autoridades representativas que funcionan en Ucrania en condiciones de guerra. Cuestiones Políticas, 41(77), 731-748. https://doi.org/10.46398/cuestpol.4177.48 URL: https://produccioncientificaluz.org/index.php/cuestiones/article/view/40215 (Web of science)
- Goshovska, V., Danylenko, L., Dudko, I., Makarenko, L., & Maksimentseva, N. (2023). FORMAÇÃO DE LÍDERES POLÍTICOS EM PAÍSES DE TRANSIÇÃO DEMOCRÁTICA: A EXPERIÊNCIA DA UCRÂNIA. Synesis (ISSN 1984-6754), 15(1), 467–489. URL: https://seer.ucp.br/seer/index.php/synesis/article/view/2691 (Web of science)
- Парламентаризм як особлива система публічного управління : навч.посіб. / В. А. Гошовська, Л. І. Даниленко, І. Д. Дудко та ін. ; за заг. ред. В. А. Гошовської. – К. : ВПЦ «Київський університет», 2023. – 239 с.
- Гошовська В., Даниленко Л. Гендерні традиції українського народу та їх розвиток у сучасних умовах. Регіональні студії. № 34. 2023. С. 7-11 URL: http://regionalstudies.uzhnu.uz.ua/archive/34/1.pdf   DOI:  https://doi.org/10.32782/2663-6170/2023.34.1
- Гошовська В., Даниленко Л. Гендерна політика й політичне лідерство: стан і динаміка розвитку в сучасній Україні. Наукові перспективи.  № 8(38). 2023. С. 97-111. URL: http://perspectives.pp.ua/index.php/np/article/view/6038 DOI: https://doi.org/10.52058/2708-7530-2023-8(38)-97-111
- Гошовська В.А. Провідна роль української еліти у формуванні національної соціал-демократичної думки (кінець ХІХ – початок ХХ століття). Українська еліта у другій половині ХІХ – на початку ХХІ століття: особливості формування, трансформація уявлень, інтелектуальний потенціал. Західні землі. Вибрані проблеми / від. ред. Ігор Соляр, упоряд. Олег Муравський, Михайло Романюк; НАН України, Інститут українознавства ім. І. Крип’якевича. Кн. 1. Львів, 2023. С. 120-134. (с. 540 с.) URL:https://www.inst-ukr.lviv.ua/uk/publications/books/book/?newsid=1219 DOI: 10.33402/elita.2023-120-134
- Парламентаризм: підручник. 3-тє вид., допов. й розшир. / В. А. Гошовська, Л. І. Даниленко, І. Д. Дудко та ін.; за заг. ред В. А. Гошовської. Київ КНУ імені Тараса Шевченка, 2024. 592с.
- Goshovska V., Danylenko L., Dudko I., Goshovskyi V., Reiterovych I. Political leadership in the representative power of Ukraine in the context of global challenge. AD ALTA: Journal of Interdisciplinary Research. Special Issue I (14/1-XXXIX). 2024. P. 189-194. URL: https://www.magnanimitas.cz/ADALTA/140139/papers/A_38.pdf (Web of science)
- Гошовська В.А. Кравчук О.Ю. Штучний інтелект в публічному управлінні: вектори сучасних досліджень. «Національні інтереси України»: науково-практичний журнал. 2024. № 2(2) 2024 С. 362-370. http://perspectives.pp.ua/index.php/niu/article/view/13305
- Valentyna Goshovska, Volodymyr Kreidenko, Ihor Reiterovych, Mariia-Mariana Dvulit, Olha Kravchuk. Comparative study of parliamentary functions in public administration systems. Ad Alta journal of interdisc iplinary research. C. 50-54. ULR:
- Даниленко Л.І., Гошовська В.А. Інноваційна парламентська діяльність: особливості реалізації в сучасній Україні. Національні інтереси України. №5 (50).  2024  С. 619-627. http://perspectives.pp.ua/index.php/niu/article/view/17687/17748 https://doi.org/10.52058/3041-1793-2024-5(5)-619-627